# Semidalis pulchella
Semidalis pulchella is een insect uit de familie van de dwerggaasvliegen (Coniopterygidae), die tot de orde netvleugeligen (Neuroptera) behoort. 
De wetenschappelijke naam Semidalis pulchella is voor het eerst geldig gepubliceerd door McLachlan in 1882.